# 日本花柏
日本花柏（Chamaecyparis pisifera），又名羽叶花柏，柏科扁柏屬常綠大喬木。與紅檜為近緣種。常見的變種有絨柏（cv.Squarrosa）。

## 特徵

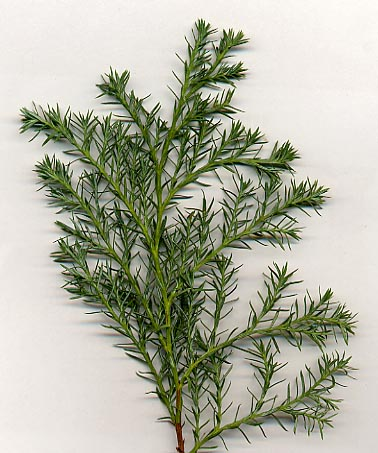
針狀葉

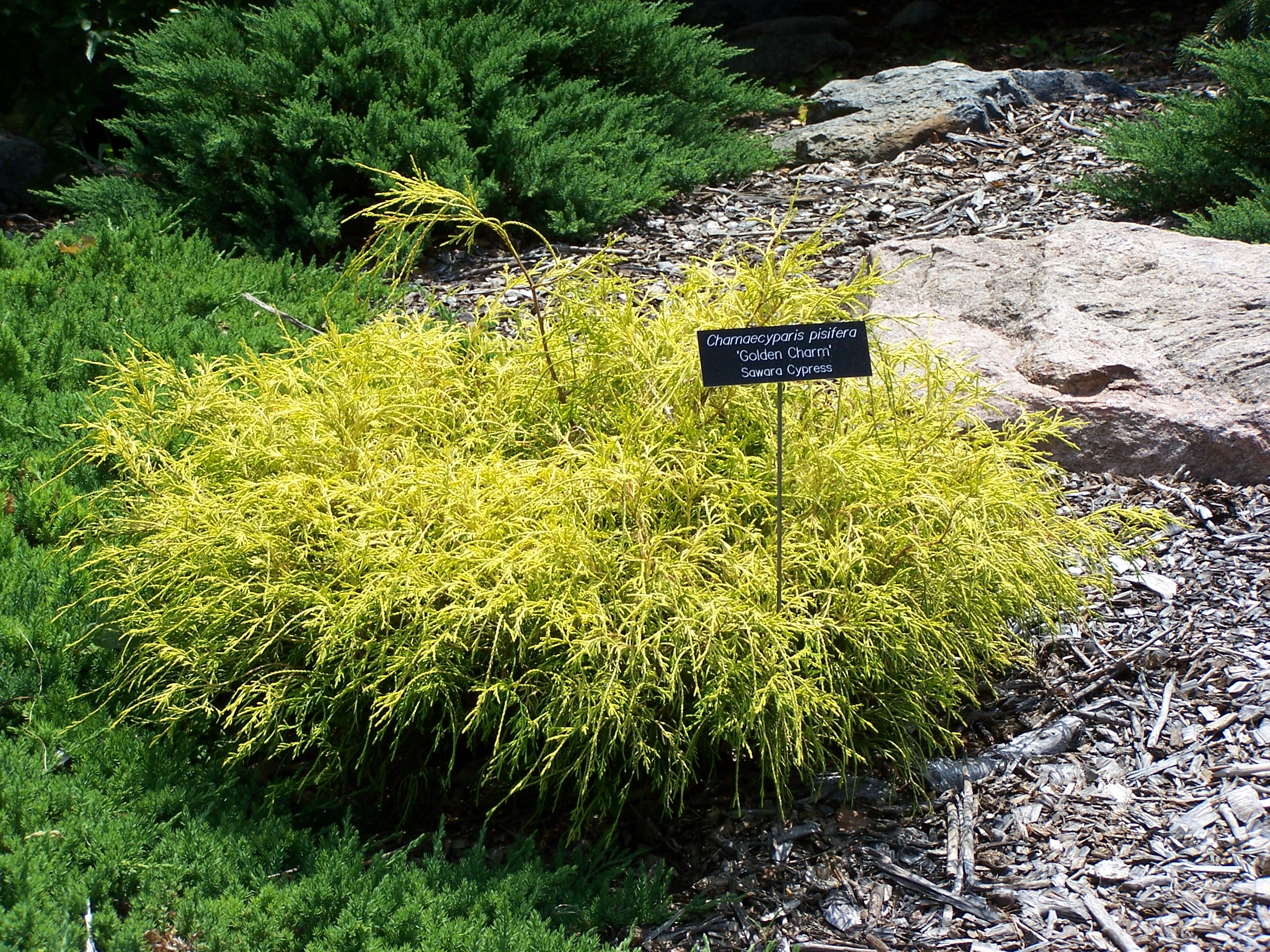
栽培种

常綠大喬木，高可達50米，樹冠圓錐形，小枝平展而略下垂。中性樹種，較耐蔭，喜溫暖濕潤氣候及深厚的沙壤土，耐寒性及防風性較差。樹皮赤褐色，稍光滑。大枝水平開展，小枝扁平，排成一平面，鱗葉疊瓦狀密生，先端鈍，葉面暗綠色，葉背有白色線紋，微被白粉。雌雄同株，球花單生枝端，7～8月開花，10～11月果熟。鱗片葉先端銳形，與紅檜相似，惟毬果球形，每毬果果鱗8~10。種子三角狀卵形，兩側有寬翅。

## 產地
原產日本中南部的九州及本州，與扁柏混生，為日本主要造林樹種之一。